# Uettingen
Uettingen é um município da Alemanha, situado no distrito de Würzburgo, no estado da Baviera. Tem 13,52 km² de área, e sua população em 2019 foi estimada em 1.861 habitantes.